# Stenophylax kitagamii
Stenophylax kitagamii is een schietmot uit de familie Limnephilidae. De soort komt voor in het Palearctisch gebied.